# Rozalinowo (Białoruś)
Rozalinowo (biał. Разалінова; ros. Розалиново) – wieś na Białorusi, w obwodzie witebskim, w rejonie brasławskim, w sielsowiecie Opsa.

## Historia
W czasach zaborów ówczesna wieś leżała w granicach Imperium Rosyjskiego.
W latach 1921–1945 wieś, folwark (późniejsza kolonia) i zaścianek leżały w Polsce, w województwie nowogródzkim (od 1926 w województwie wileńskim), w powiecie brasławskim, w gminie Opsa.
Według Powszechnego Spisu Ludności z 1921 roku zamieszkiwało:
- wieś – 67 osób, 66 było wyznania rzymskokatolickiego a 1 prawosławnego. Jednocześnie 15 mieszkańców zadeklarowało białoruską przynależność narodową a 52 litewską. Było tu 13 budynków mieszkalnych[5]. W 1931 w 17 domach zamieszkiwało 87 osób[6].
- zaścianek – 6 osób, wszystkie były wyznania rzymskokatolickiego i zadeklarowały polska przynależność narodową. Był tu 1 budynek mieszkalny[5].

Wierni należeli do parafii rzymskokatolickiej w Pelikanach. Miejscowości podlegały pod Sąd Grodzki w Opsie i Okręgowy w Wilnie; właściwy urząd pocztowy mieścił się w Opsie.
W wyniku napaści ZSRR na Polskę we wrześniu 1939 miejscowość znalazła się pod okupacją sowiecką. Od czerwca 1941 roku pod okupacją niemiecką. W 1944 miejscowość została ponownie zajęta przez wojska sowieckie i włączona do Białoruskiej SRR.
Od 1991 w składzie niepodległej Białorusi.